# 문산수억고등학교
문산수억고등학교(文山守億高等學校)는 대한민국 경기도 파주시 파주읍 봉서리에 위치한 사립 고등학교이다.

## 학교 연혁
- 1968년 11월 22일 : 학교법인 수억학원 설립인가, 초대 이사장 이수억 선생 취임
- 1969년 12월 22일 : 문산여자상업고등학교 9학급 신설인가
- 1970년 3월 4일 : 고등학교 개교(1학년 3학급 편성), 제1대 교장 홍순봉 선생 취임
- 1973년 1월 15일 : 제1회 졸업식 (졸업생 114명)
- 1979년 3월 2일 : 문산여자종합고등학교로 교명변경
- 2000년 2월 16일 : 제3대 이사장 이범찬 선생 취임
- 2002년 3월 1일 : 문산여자고등학교로 교명 변경
- 2015년 3월 1일 : 문산수억고등학교로 교명 변경, 남녀공학 전환
- 2023년 2월 9일 : 제51회 졸업식 거행 (졸업생 누계 20,051명)
- 2023년 3월 1일 : 제7대 교장 김진희 선생 취임

## 설치 학과
- 7차일반
- 출판미디어과
- 금융자산운용과

## 참고 자료
- 문산수억고등학교 - 한국교육학술정보원 학교알리미